# يو إف سي ليلة القتال: هنت ضد نيلسون
يو إف سي ليلة القتال: هنت ضد نيلسون (بالإنجليزية: UFC Fight Night: Hunt vs. Nelson)‏ هو حدث لفنون القتال المختلطة نظمته يو إف سي، أُقيم في 20 سبتمبر 2014، على صالة سايتاما الكبرى في سايتاما، اليابان.